# Adam Rzeszotarski

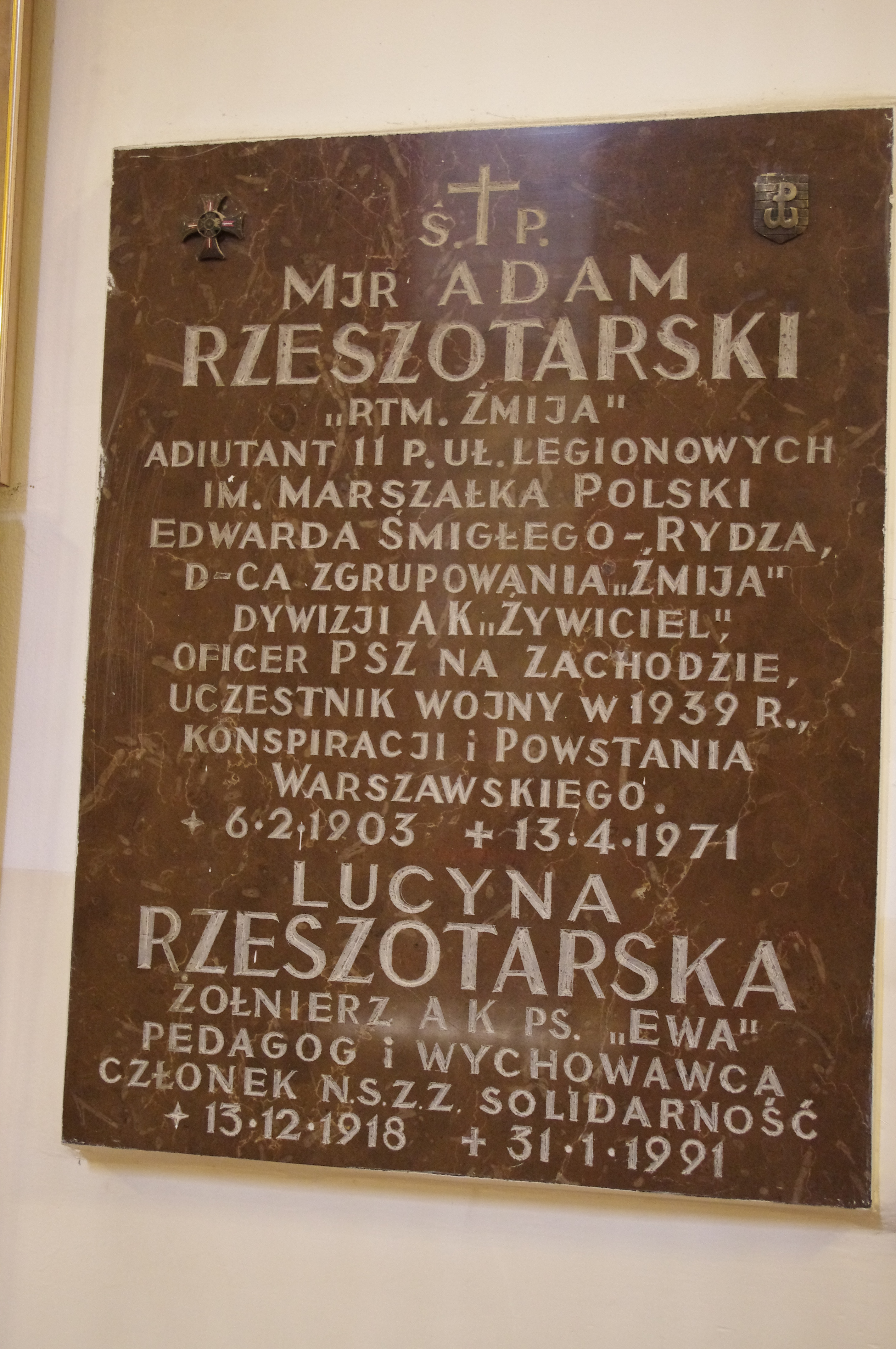
Tablica upamiętniająca Adama i Lucynę Rzeszotarskich w Kościele św. Stanisława Kostki w Warszawie

Adam Rzeszotarski ps. „Junosza”, „Sum”, „Żmija” (ur. 6 lutego 1903 w Ratajach k. Kutna, zm. 13 kwietnia 1971 w Ciechanowie) – rotmistrz Armii Krajowej, major Polskich Sił Zbrojnych. Komendant II Rejonu Marymont w Obwodzie Żoliborz Armii Krajowej. W czasie powstania warszawskiego dowódca Zgrupowania „Żmija”. Ojciec Marka Rzeszotarskiego.

## Życiorys
Był synem ziemianina Bronisława i Melanii z Żeromskich. Dziadkowie ze strony ojca zostali wywłaszczeni za udział w powstaniu styczniowym. Ojciec utrzymywał rodzinę pracując w majątkach ziemskich. Po wybuchu I wojny światowej rodzina została ewakuowana do Petersburga, gdzie zamieszkała u rodziny zmarłego prof. Alfonsa Rzeszotarskiego. W Petersburgu, Adam uczęszczał do polskiego gimnazjum, gdzie zetknął się ze skautingiem. Wiosną 1918 wraz z rodzicami i trzema siostrami powrócił do Warszawy, gdzie kontynuował naukę w gimnazjum Konopczyńskiego. Tam wstąpił do harcerstwa. W listopadzie 1918 brał udział w rozbrajaniu Niemców. 
W związku z objęciem przez ojca zarządu majątku w powiecie mławskim, rodzina przeniosła się do Ciechanowa. W 1924 roku ukończył tam Gimnazjum im. Zygmunta Krasińskiego. W okresie od września 1924 do 6 listopada 1925 odbył służbę wojskową na kursie unitarnym Szkoły Podchorążych Piechoty w Warszawie. Następnie został skierowany na staż do 11 pułku Ułanów Legionowych w Ciechanowie. W 1927 roku ukończył Oficerską Szkołę Kawalerii w Grudziądzu. Awansowany na podporucznika ze starszeństwem z dniem 15 sierpnia 1927. Skierowany do 11 pułku Ułanów Legionowych, w którym służył do 1939. Pełnił tam kolejno funkcję dowódcy plutonu ckm, plutonu łączności, zastępcy dowódcy szwadronu, adiutanta pułku. Awansowany na porucznika ze starszeństwem z dniem 15 sierpnia 1929. W 1938 został awansowany do stopnia rotmistrza, otrzymując w tym roku funkcję oficera mobilizacyjnego pułku. Z dniem 1 września 1939, został przydzielony do Adiutantury Naczelnego Wodza, nie zdołał jednak objąć funkcji. Nie podjął również nauki w Wyższej Szkole Wojennej, do której został przyjęty. 
W kampanii wrześniowej 1939 wziął udział w szeregach macierzystego pułku jako adiutant pułku. 4 września został ciężko ranny pod Szczukami. Z pola bitwy został przewieziony do Szpitala Ujazdowskiego w Warszawie. Po wyjściu ze szpitala wrócił do Ciechanowa. W grudniu 1939 przeniósł się z rodziną do Warszawy. 
Od października 1939 w konspiracji. Od 1 czerwca 1941 był komendantem Rejonu II Marymont Obwodu Żoliborz ZWZ-AK. Był także dowódcą działającego w konspiracji 11 pułku ułanów, oraz komendantem jednego z czterech oddziałów konspiracyjnej Szkoły Podchorążych. 3 maja 1944 został awansowany do stopnia majora i odznaczony Złotym Krzyżem Zasługi z Mieczami. 
W trakcie powstania warszawskiego dowodził zgrupowaniem „Żmija”. Po upadku Marymontu (14 września 1944) niemieccy żołnierze zamordowali jego teściową, Marię Waliszewską, żonę Zofię i 14-letniego syna Jana. Rozpoznawszy ciała zamordowanych członków rodziny, Rzeszotarski złożył dymisję. Jednak po dwóch dniach, po zranieniu nowego dowódcy zgrupowania, znów objął dowodzenie. Po powstaniu przebywał w obozach: Stalag XI A Altengrabow, Stalag X B Sandbostel, a następnie w Oflagu X C Lübeck.
Po uwolnieniu od 5 sierpnia 1945 służył w 6 pułku pancernym „Dzieci Lwowskich” 2 Korpusu Polskiego. Mianowany majorem ze starszeństwem z dniem 3 maja 1944, co zostało zweryfikowane w 1945.
13 czerwca 1947 powrócił do Polski z przyrzeczeniem kontynuacji służby w wojsku. Pomimo obietnic nie otrzymał pracy w wojsku, a został zatrudniony na stanowisku kierownika transportu w przedsiębiorstwie komunalnym w Warszawie, a następnie Ciechanowie. Początkowo inwigilowany, a następnie uwięziony przez UB, pod sfingowanym zarzutem „przyczynienia się do powstania niedoboru finansowego”. Po opuszczeniu więzienia, uniewinniony przez sąd, pracował na podrzędnych stanowiskach, zaś w 1961 przeszedł na rentę inwalidzką.
Zmarł w Ciechanowie. Pochowany na Cmentarzu Wojskowym na Powązkach (kwatera A28-13-19).

## Ordery i odznaczenia
- Złoty Krzyż Zasługi z Mieczami (1944)

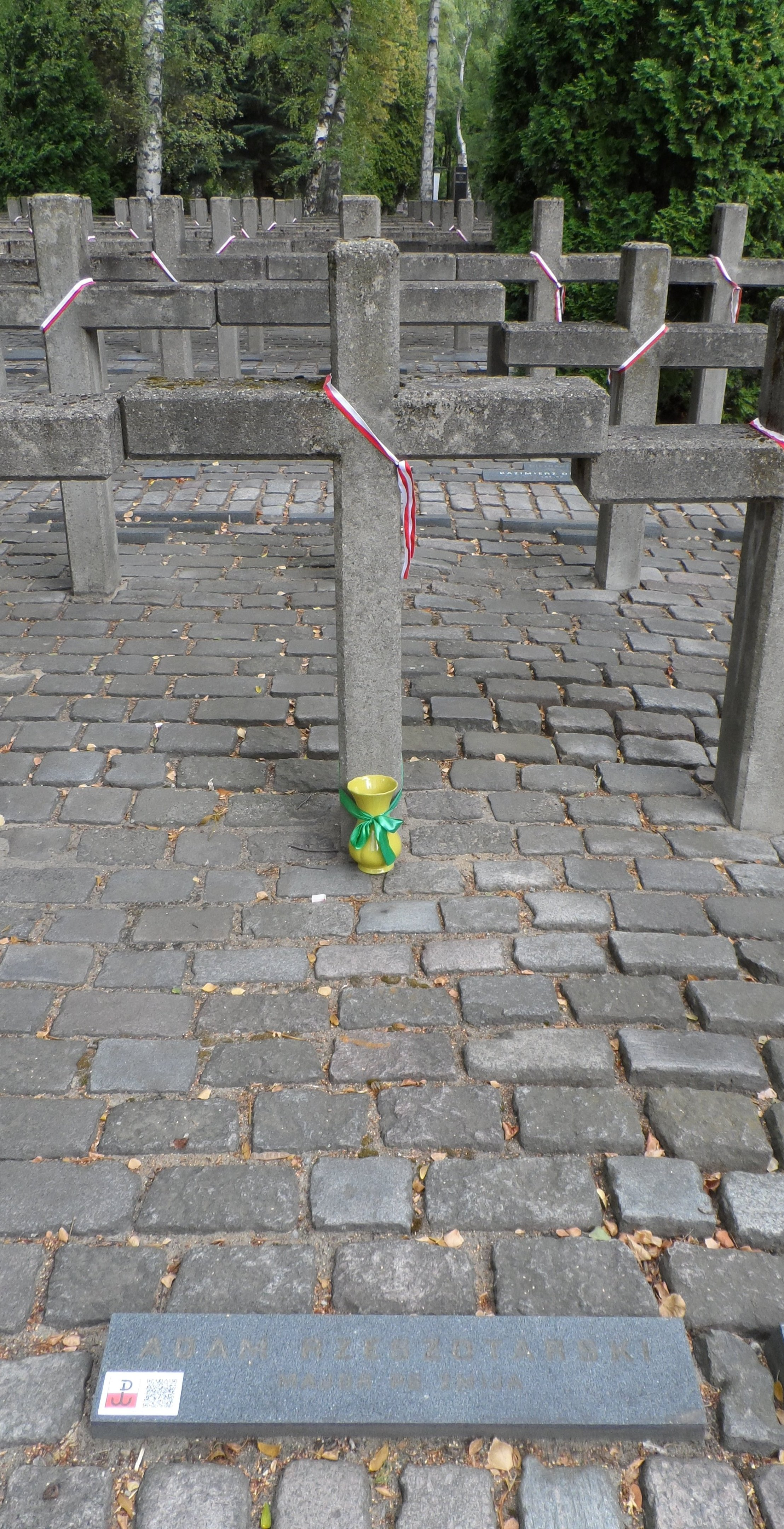
Grób rtm. Adama Rzeszotarskiego ps. „Żmija” w kwaterze „Żywiciela” na Powązkach Wojskowych w Warszawie.

- Srebrny Krzyż Zasługi (22 maja 1939)[6]

- Krzyż Partyzancki (1958)

- Krzyż Armii Krajowej (1966)